# 1902
1902 (MCMII) a fost un an obișnuit al calendarului gregorian care a început într-o zi de miercuri.

## Evenimente

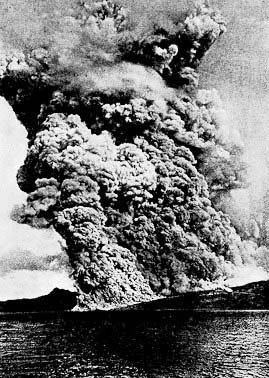
8 mai: Erupția muntelui Pelée.

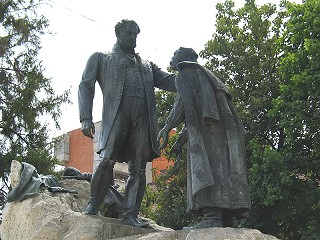
18 septembrie: Inaugurarea Monumentului Wesselényi din Zalău.

### Februarie
- 15 februarie: Inaugurarea metroului din Berlin.

### Martie
- 11 martie: Se dă sentința în procesul Caion-Caragiale. Caion este condamnat la 3 luni închisoare, 500 de lei amendă către stat și 10.000 de lei despăgubuiri către I. L. Caragiale.

### Mai
- 8 mai: În Martinica, muntele Pelée erupe, distrugând orașul Saint-Pierre și făcând peste 30.000 de victime.
- 13 mai: Alfonso al XIII-lea al Spaniei își începe domnia.
- 20 mai: Cuba își câștigă independența față de Statele Unite.
- 31 mai: Tratatul de la Vereeniging, care pune capăt celui de-Al Doilea Război al Burilor.

### Iunie
- 17 iunie: La Tianjin, este fondat primul ziar în limba chineză, Ta Kung Pao (Imparțial).

### Iulie
- 12 iulie: Parlamentul australian acordă dreptul la vot femeilor și stabilește restricții pentru imigranți.

### August
- 9 august: Eduard al VII-lea este încoronat rege al Marii Britanii.

### Septembrie
- 18 septembrie: Are loc inaugurarea Monumentului Wesselényi din Zalău, operă a sculptorului János Fadrusz.

### Decembrie
- 20 decembrie: Guvernul Dimitrie Sturdza își încetează guvernarea. Va fi urmat de guvernul George Cantacuzino.

### Nedatate
- Alianța anglo-japoneză. Alianță încheiată între Marea Britanie și Japonia pentru a le proteja interesele lor în China și Coreea.
- ITAR-TASS. Se înființează agenția oficială de știri ITAR-TASS, ulterior denumită TASS.
- Pepsi-Cola Co. Concern american înființat de farmacistul Caleb D. Bradham, în Carolina de Nord, Statele Unite.
- Theodore Roosevelt denumește oficial Palatul Prezidențial, Casa Albă. Zona deschisă publicului este vizitată anual de cca. 1,5 milioane de oameni.

## Arte, științe, literatură și filozofie
- Constantin Brâncuși realizează sculptura Ecorseu.
- George Coșbuc publică volumul de poezii Ziarul unui pierde-vară.
- Inginerul american, Willis Carrier, inventează aparatul de aer condiționat.
- Matematicianul francez, Henri Poincaré, publică La science et l'hypothèse.

## Nașteri

### Ianuarie

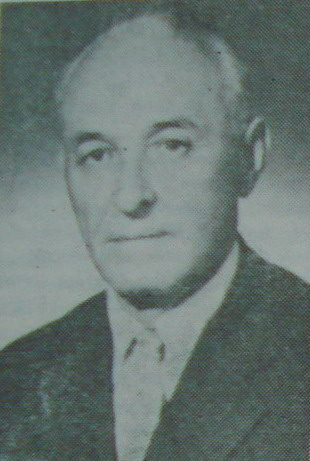
Octav Doicescu, arhitect român
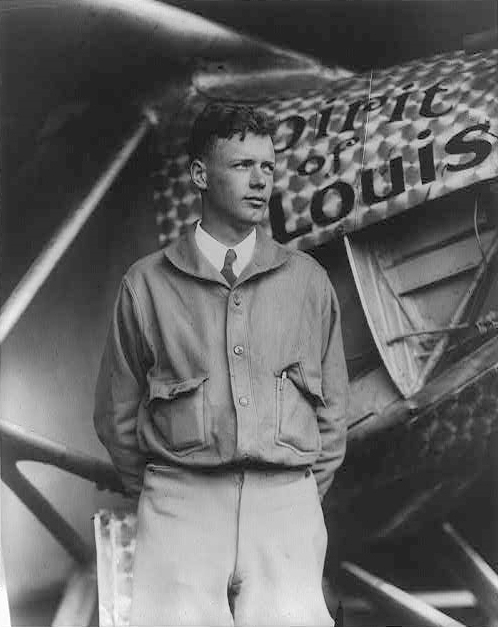
Charles Lindbergh, aviator american
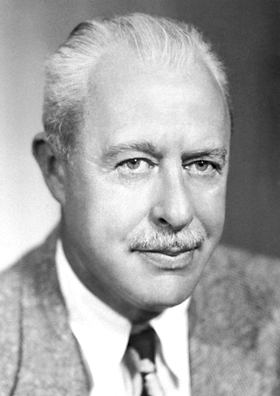
Walter Houser Brattain, fizician american, laureat al Premiului Nobel
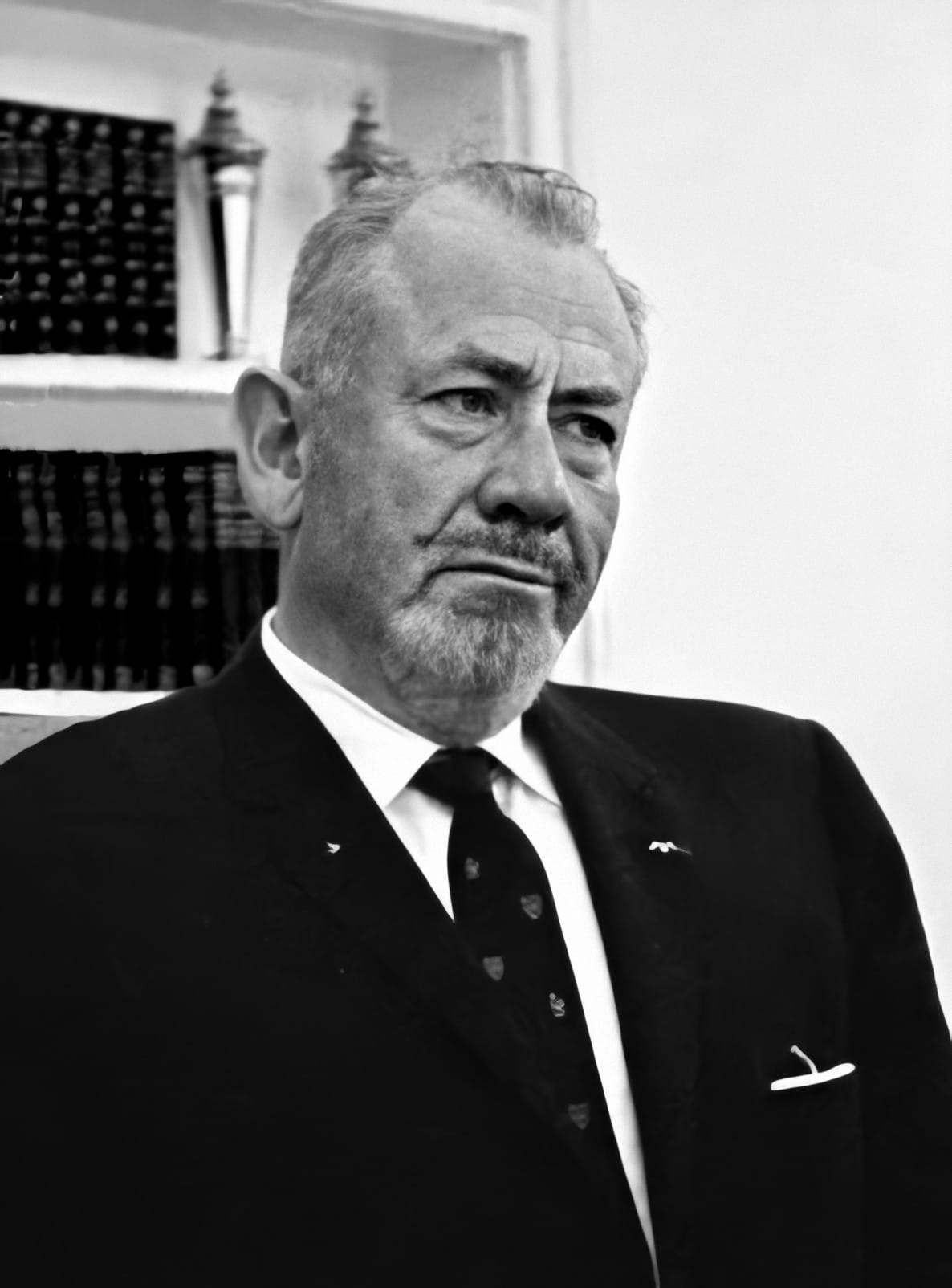
John Steinbeck, scriitor american, laureat al Premiului Nobel

- 14 ianuarie: Octav Doicescu, arhitect român, membru titular al Academiei Române (d. 1981)
- 15 ianuarie: Ion Conea, geograf și geopolitician român (d. 1974)
- 15 ianuarie: Saud (n. Saud ibn Abdul Aziz al-Faisal al-Saud), rege al Arabiei Saudite (1953-1964), (d. 1969)
- 1 februarie: Langston Hughes, scriitor și editorialist american (d. 1967)

### Februarie
- 4 februarie: Charles Lindbergh, aviator american (d. 1974)
- 9 februarie: Gertrud Scholtz-Klink, politiciană nazistă și jurnalistă germană, conducătoarea Asociației Femeilor Național-Socialiste în timpul celui de-Al Treilea Reich (d. 1999)
- 10 februarie: Walter Houser Brattain, fizician american de etnie chineză, unul din inventatorii tranzistorului, laureat al Premiului Nobel (1956), (d. 1987)
- 14 februarie: Alexander Abusch, scriitor și comunist german (d. 1982)
- 14 februarie: Ion Călugăru, prozator, romancier, dramaturg și gazetar român (d. 1956)
- 10 februarie: Anton Holban, scriitor român (d. 1937)
- 16 februarie: Teodor Bordeianu, inginer agronom român, membru titular al Academiei Române (d. 1969)
- 27 februarie: Lúcio Costa, arhitect și planificator urban brazilian (d. 1998)
- 27 februarie: John Steinbeck, scriitor american, laureat al Premiului Nobel (1962), (d. 1968)

### Martie

Virgil Vătășianu, istoric de artă, medievist și pedagog român
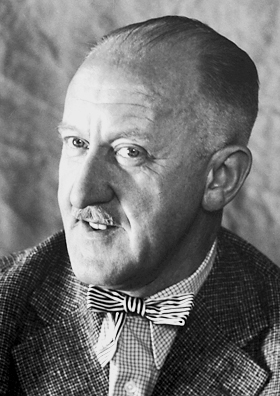
Halldór Laxness, scriitor islandez, laureat al Premiului Nobel
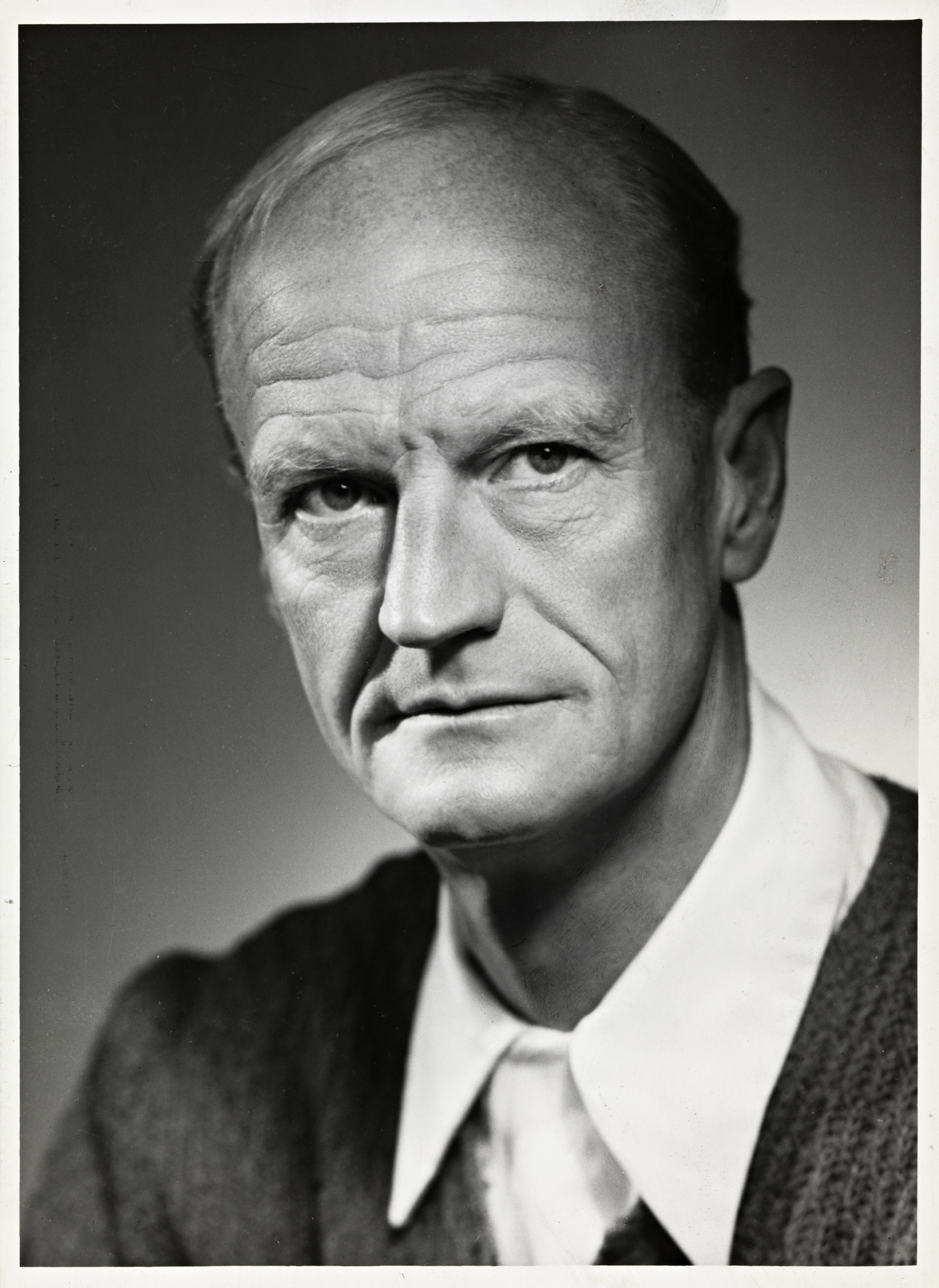
Johan Borgen, scriitor, jurnalist și critic literar norvegian
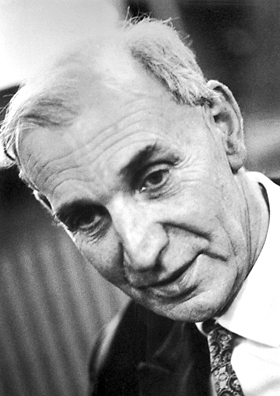
Alfred Kastler, fizician francez, laureat al Premiului Nobel

- 3 martie: Petre Ștefănescu Goangă, bariton român (d. 1973)
- 9 martie: Luis Barragán, arhitect mexican (d. 1988)
- 13 martie: Hans Bellmer, artist german (d. 1975)
- 14 martie: Arhiducele Gottfried de Austria, șeful Casei de Habsburg-Toscana (d. 1984)
- 21 martie: Virgil Vătășianu, istoric de artă, medievist și pedagog român (d. 1993)
- 22 martie: Gherasim Constantinescu, oenolog român, membru titular al Academiei Române (d. 1979)
- 25 martie: George Lesnea (n. George Glod), poet și traducător român (d. 1979)
- 29 martie: Marcel Aymé, scriitor francez (d. 1967)

### Aprilie
- 1 aprilie: Józef Mackiewicz, scriitor polonez (d. 1985)
- 23 aprilie: Halldór Laxness (n. Halldór Guðjónsson), scriitor islandez, laureat al Premiului Nobel (1955), (d. 1998)
- 28 aprilie: Johan Borgen, scriitor, jurnalist și critic literar norvegian (d. 1979)
- 30 aprilie: Theodore Schultz, economist american, laureat al Premiului Nobel (1979), (d. 1998)

### Mai
- 3 mai: Alfred Kastler, fizician francez, laureat al Premiului Nobel (1966), (d. 1984)
- 10 mai: David O. Selznick, producător american de film (d. 1965)
- 15 mai: Anny Ondra, actriță germană de film, de orgine cehă (d. 1987)
- 21 mai: Marcel Breuer, arhitect american și designer de mobilier de origine maghiară (d. 1981)
- 21 mai: Henry Deutschmeister, producător francez de filme, născut în România (d. 1969)
- 23 mai: Vladimir Streinu, critic literar român (d. 1970)

### Iunie

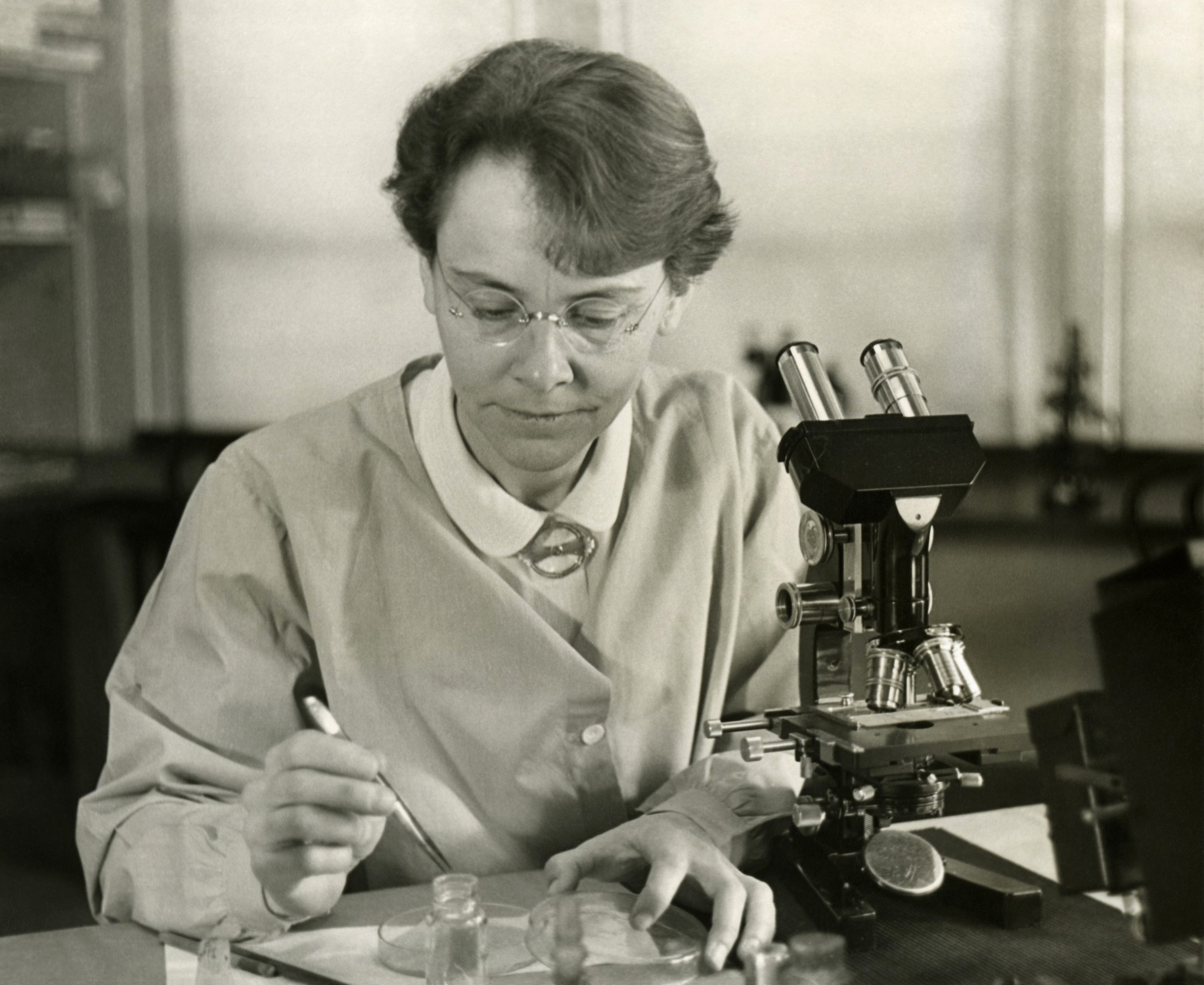
Barbara McClintock, cercetătoare americană, laureată a Premiului Nobel
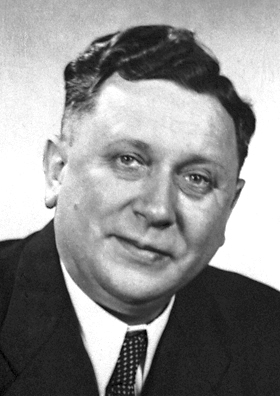
Kurt Alder, chimist german, laureat al Premiului Nobel
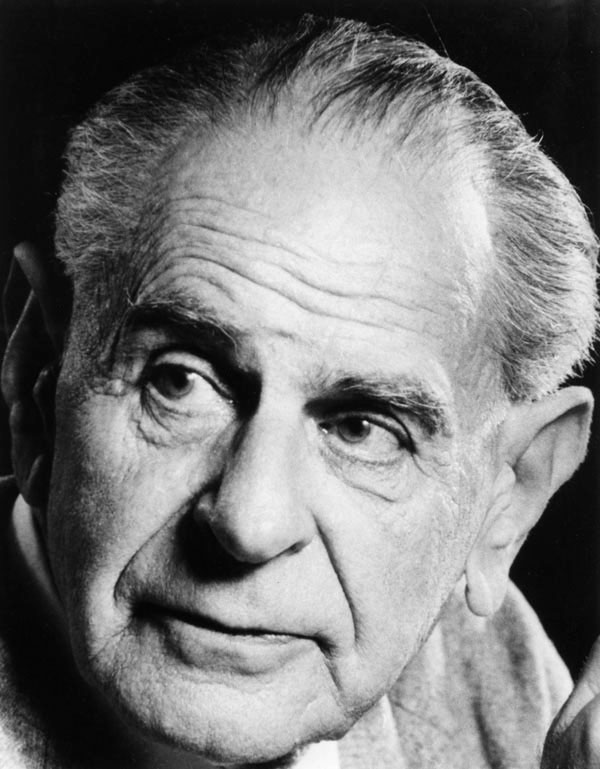
Karl Popper, filosof austriac
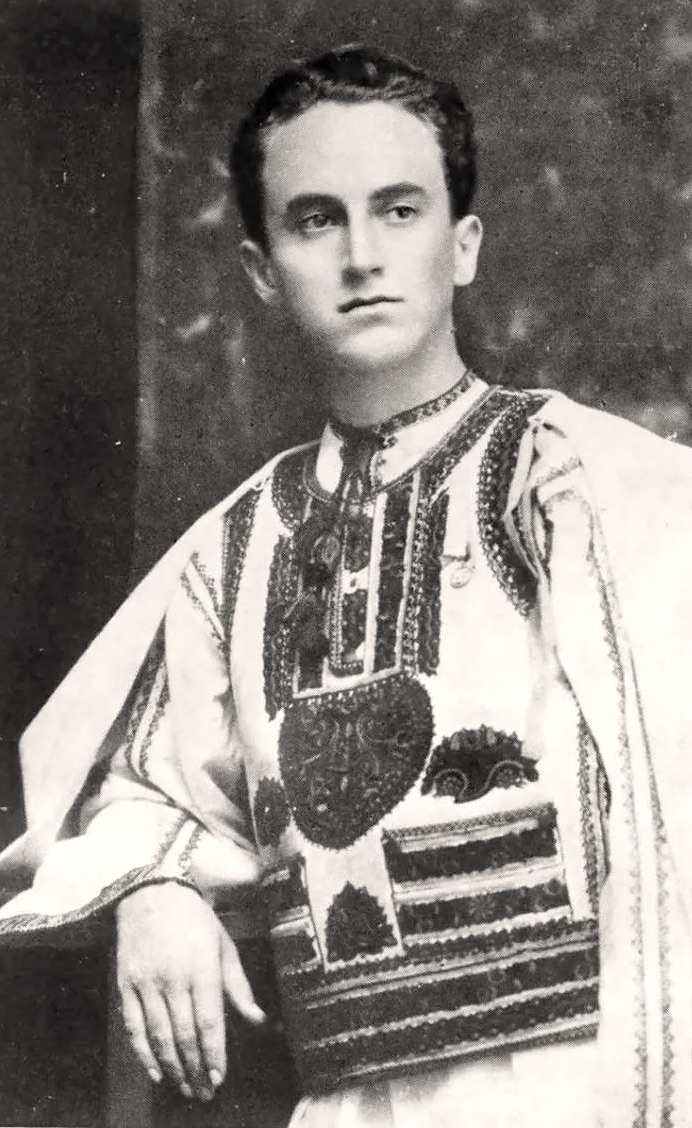
Ion I. Moța, avocat și politician român, membru fondator al Gărzii de Fier

- 15 iunie: Erik Homburger Erikson (n. Erik Salomonsen), psiholog și psihanalist american de etnie evreiască, născut în Germania (d. 1994)
- 16 iunie: Barbara McClintock, cercetătoare americană, laureată a Premiului Nobel (1983), (d. 1992)
- 20 iunie: Kurt Alder, chimist german, laureat al Premiului Nobel (1950), (d. 1958)
- 22 iunie: Alexandru Ghika, matematician și pedagog român, membru titular al Academiei Române (d. 1964)
- 24 iunie: Ion Șt. Basgan, inginer și inventator român (d. 1980)
- 29 iunie: Toma Petre Ghițulescu, inginer și geolog român (d. 1983)

### Iulie

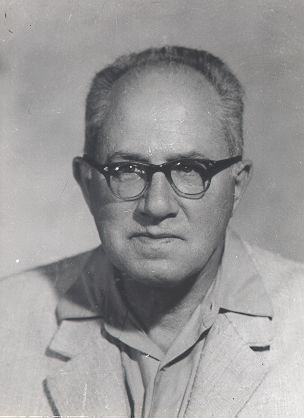
Gheorghe Călugăreanu, matematician român
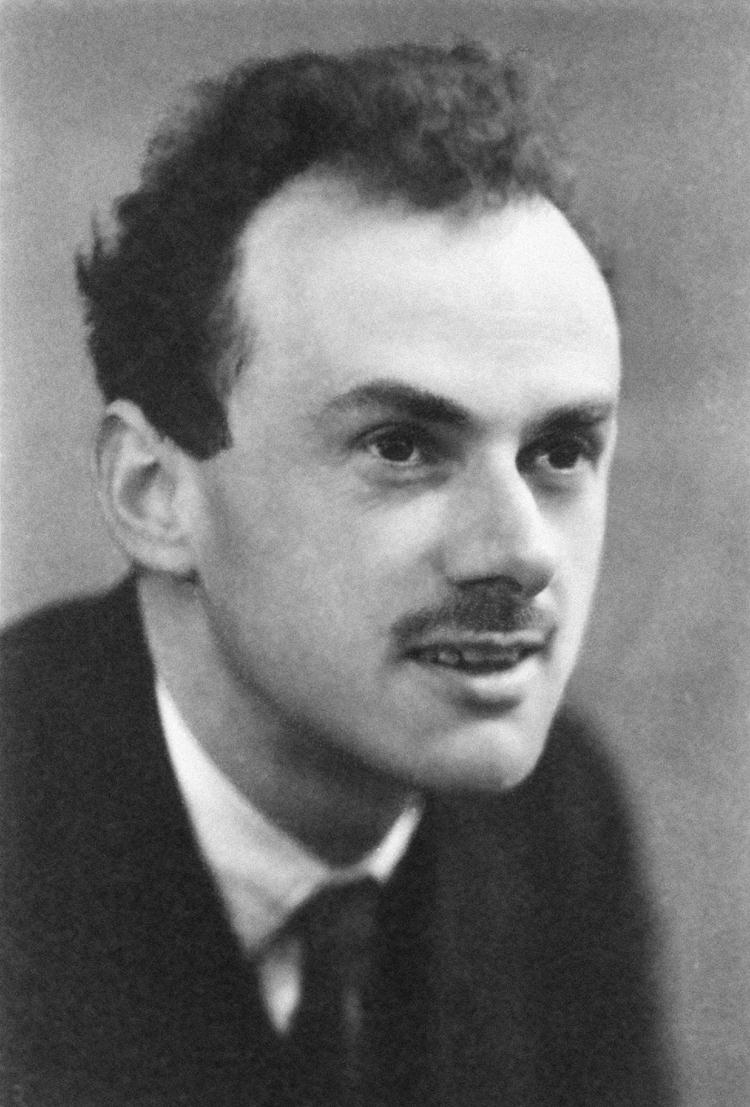
Paul Dirac, fizician britanic, laureat al Premiului Nobel
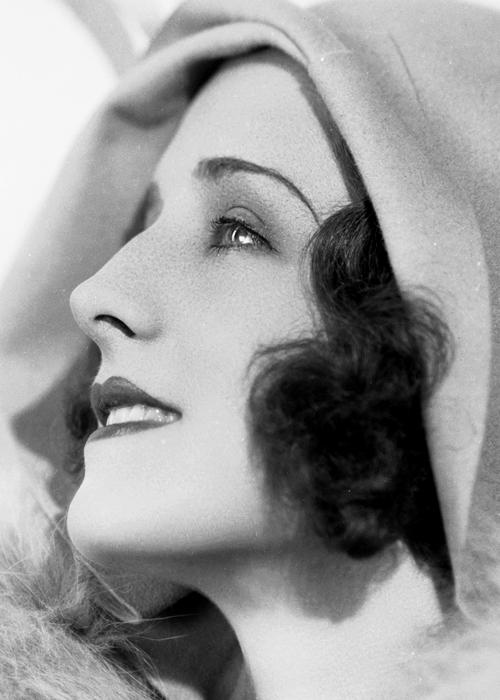
Norma Shearer, actriță americană, laureată a Premiului Oscar

- 1 iulie: William Wyler, director, producător și regizor american de film, laureat al Premiului Oscar (1943, 1947, 1960), (d. 1981)
- 4 iulie: Meyer Lansky, gangster american (d. 1983)
- 5 iulie: Ion I. Moța (n. Ionel Moța), avocat și politician român, membru fondator al Legiunii Arhanghelul Mihail, cunoscută și sub denumirea de Garda de Fier (d. 1937)
- 8 iulie: Alf Lombard, lingvist și lexicograf suedez, specializat în cercetarea limbii române (d. 1996)
- 10 iulie: Kurt Alder, chimist german, laureat al Premiului Nobel (d. 1958)
- 10 iulie: Nicolás Guillén, poet, jurnalist și activist politic afro-cubanez (d. 1989)
- 11 iulie: Samuel Goudsmit, fizician american de origine neerlandeză (d. 1978)
- 16 iulie: Gheorghe Călugăreanu, matematician român, membru titular al Academiei Române (d. 1976)
- 20 iulie: Sabba S. Ștefănescu, geofizician român, membru al Academiei Române (d. 1994)
- 28 iulie: Karl Popper, filosof austriac (d. 1994)

### August
- 8 august: Paul Dirac (Paul Adrien Maurice Dirac), fizician britanic, laureat al Premiului Nobel (1933), (d. 1984)
- 8 august: Sașa Pană, scriitor român (d. 1981)
- 10 august: Norma Shearer, actriță americană de teatru și film, laureată a Premiului Oscar (1930), (d. 1983)
- 10 august: Arne Wilhelm Kaurin Tiselius, chimist suedez (d. 1971)
- 13 august: Felix Wankel, inginer mecanic german și inventator al motorului Wankel (d. 1988)
- 21 august: Paul Călinescu, regizor și scenarist român de film (d. 2000)
- 22 august: Leni Riefenstahl (n. Helene Bertha Amalie Riefenstahl), dansatoare, actriță și regizoare germană de film (d. 2003)
- 24 august: Martin Bercovici, inginer român de etnie evreiască, membru titular al Academiei Române (d. 1971)
- 24 august: Fernand Braudel, istoric francez (d. 1985)
- 24 august: Carlo Gambino, gangster american de etnie italiană, mafiot devenit șef al familiei Gambino (d. 1976)
- 25 august: Camil Baltazar, poet român (d. 1977)
- 28 august: Jean Favard, matematician francez (d. 1965)

### Septembrie

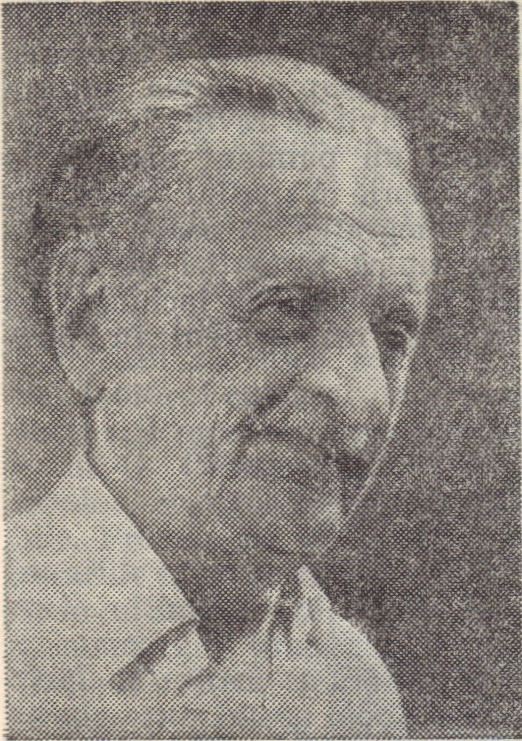
Șerban Cioculescu, critic literar român
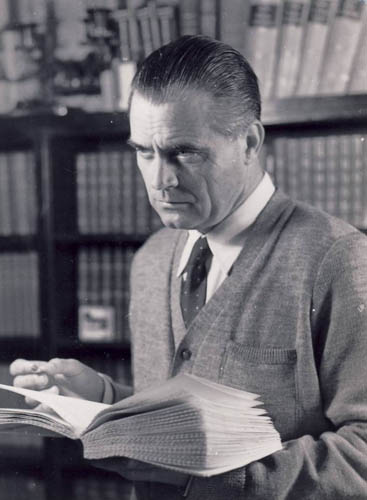
Zaharia Stancu, scriitor, poet, romancier, prozator, director de teatru, jurnalist, publicist și academician român
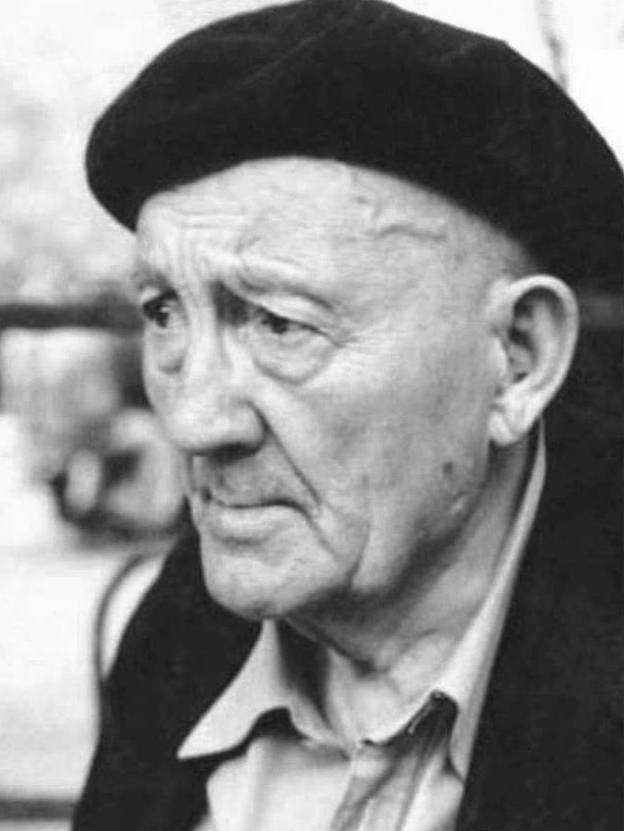
Petre Țuțea, eseist, filosof, economist, publicist, autor, jurist și politician român
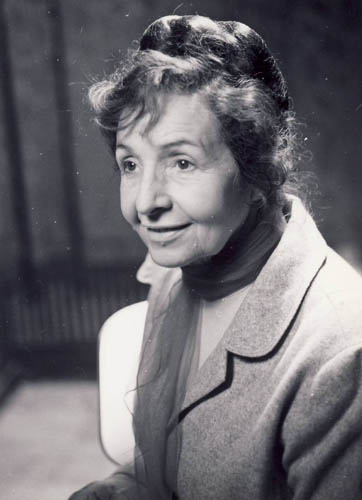
Silvia Dumitrescu-Timică, actriță română

- 5 septembrie: Darryl F. Zanuck, producător american de film (d. 1979)
- 7 septembrie: Șerban Cioculescu, profesor universitar, critic și istoric literar român, membru titular al Academiei Române (d. 1988)
- 12 septembrie: Juscelino Kubitschek, politician brazilian, președinte al Braziliei (1956-1961), (d. 1976)
- 17 septembrie: Aurel Bordenache, pictor, sculptor și grafician român (d. 1987)
- 21 septembrie: Luis Cernuda, poet spaniol (d. 1963)
- 22 septembrie: John Houseman (n. Jacques Haussmann), actor de teatru, film și televiziune, scenarist și producător de film american de origine română, laureat al Premiului Oscar (1973), (d. 1988)
- 23 septembrie: Ion Gheorghe Maurer, politician comunist român, prim-ministru al României (1961-1974), membru titular al Academiei Române (d. 2000)
- 29 septembrie: Maximilian, Duce de Hohenberg, fiul Arhiducelui Franz Ferdinand al Austriei (d. 1962)

### Octombrie
- 5 octombrie: Zaharia Stancu, scriitor, poet, publicist, romancier, prozator, director de teatru, jurnalist și academician român (d. 1974)
- 6 octombrie: Petre Țuțea, eseist, autor, economist, filosof, jurist, politician și publicist român, membru al Mișcării Legionare, victimă a regimului comunist (d. 1991)
- 13 octombrie: Ștefan Odobleja, medic militar și scriitor român (d. 1978)
- 18 octombrie: Miriam Hopkins, actriță americană de film și televiziune (d. 1972)
- 27 octombrie: Ștefan Balș-Lupu, arhitect român, membru de onoare al Academiei Române (d. 1994)
- 28 octombrie: Sebastià Juan Arbó, prozator spaniol (d. 1984)
- 29 octombrie: Silvia Dumitrescu-Timică, actriță română de teatru și film (d. 1999)
- 31 octombrie: Carlos Drummond de Andrade, poet, traducător și jurnalist brazilian (d. 1987)

### Noiembrie

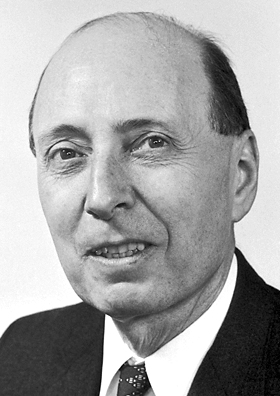
Eugene Paul Wigner, fizician american de origine evreu-maghiar, laureat al Premiului Nobel
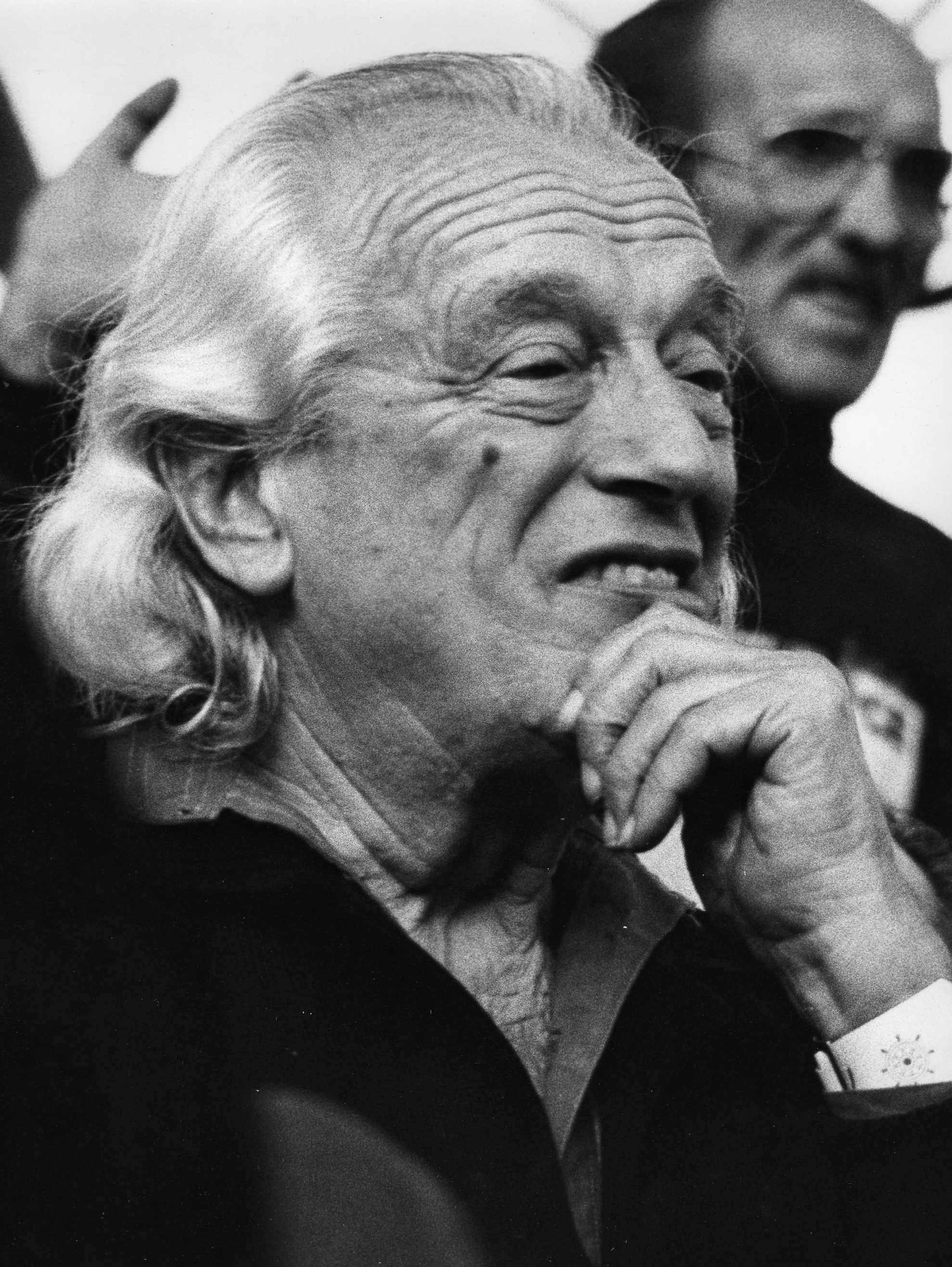
Rafael Alberti, poet și dramaturg spaniol
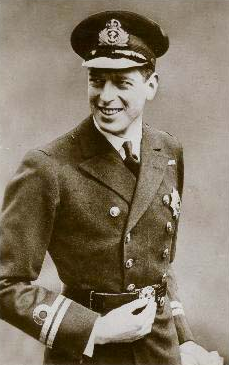
George, Duce de Kent, fiul Regelui George al V-lea al Regatului Unit
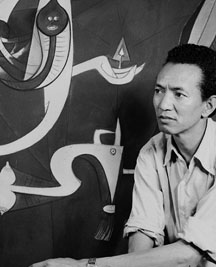
Wifredo Lam, pictor, litograf, sculptor și ceramist cubanez

- 1 noiembrie: Nordahl Grieg, scriitor norvegian (d. 1943)
- 2 noiembrie: Prințul Rostislav Alexandrovici, membru al familiei imperiale a Rusiei (d. 1978)
- 2 noiembrie: Gyula Illyés, scriitor maghiar (d. 1983)
- 2 noiembrie: Prințesa Mafalda de Savoia, fiica regelui Victor Emanuel al III-lea al Italiei (d. 1944)
- 17 noiembrie: Constantin Baraschi, sculptor român, membru corespondent al Academiei Române (d. 1966)
- 17 noiembrie: Eugene Paul Wigner, fizician american de origine evreu-maghiar, laureat al Premiului Nobel (1963), (d. 1995)
- 20 noiembrie: Gianpiero Combi, fotbalist italian (d. 1956)
- 22 noiembrie: Philippe Leclerc, general francez din timpul celui de-Al Doilea Război Mondial, avansat postmortem la gradul de Mareșal al Franței (d. 1947)
- 29 noiembrie: Carlo Levi, scriitor, medic și pictor italian (d. 1975)

### Decembrie
- 2 decembrie: Elena Ilinoiu Codreanu, membră a Mișcării Legionare și soția lui Corneliu Zelea Codreanu (d. 1994)
- 5 decembrie: Nicolae Veniaș, actor român de film și teatru (d. 1978)
- 8 decembrie: Wifredo Lam, pictor, litograf, sculptor și ceramist cubanez (d. 1982)
- 16 decembrie: Rafael Alberti, poet și dramaturg spaniol (d. 1999)
- 20 decembrie: George, Duce de Kent, fiul regelui George al V-lea al Regatului Unit (d. 1942)
- 22 decembrie: Maximilian Manolescu, aviator român din perioada interbelică (d. 1985)
- 23 decembrie: Choudhary Charan Singh, politician indian, prim-ministru al Indiei (1979-1980), (d. 1987)
- 25 decembrie: Barton MacLane, actor american de film și TV (d. 1969)
- 25 decembrie: Đặng Thai Mai, critic literar vietnamez (d. 1984)
- 25 decembrie: Prințesa Françoise de Orléans (d. 1953)
- 28 decembrie: Mortimer Adler, filosof, pedagog și editor american (d. 2001)
- 30 decembrie: Vasile Mârza, medic, histolog și biolog român, membru titular al Academiei Române (d. 1995)

## Decese
- 3 martie: Samson Bodnărescu, 61 ani, scriitor și poet român, membru al societății culturale Junimea (n. 1840)
- 24 martie: Prințesa Maria de Nassau (n. Marie Wilhelmine Friederike Elisabeth), 77 ani, prințesă de Wied (n. 1825)
- 26 martie: Cecil John Rhodes, 48 ani, om de afaceri, magnat al mineritului și politician sud-african de origine britanică (n. 1853)

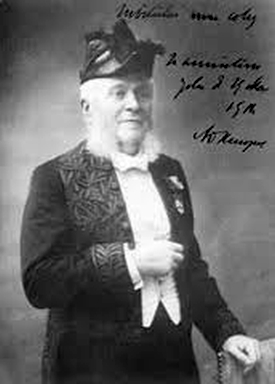
Nicolae Kalinderu, medic român
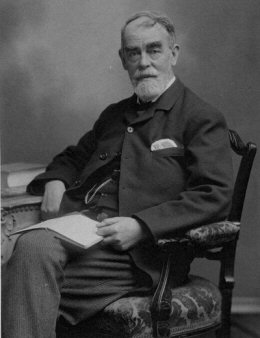
Samuel Butler, romancier și eseist englez
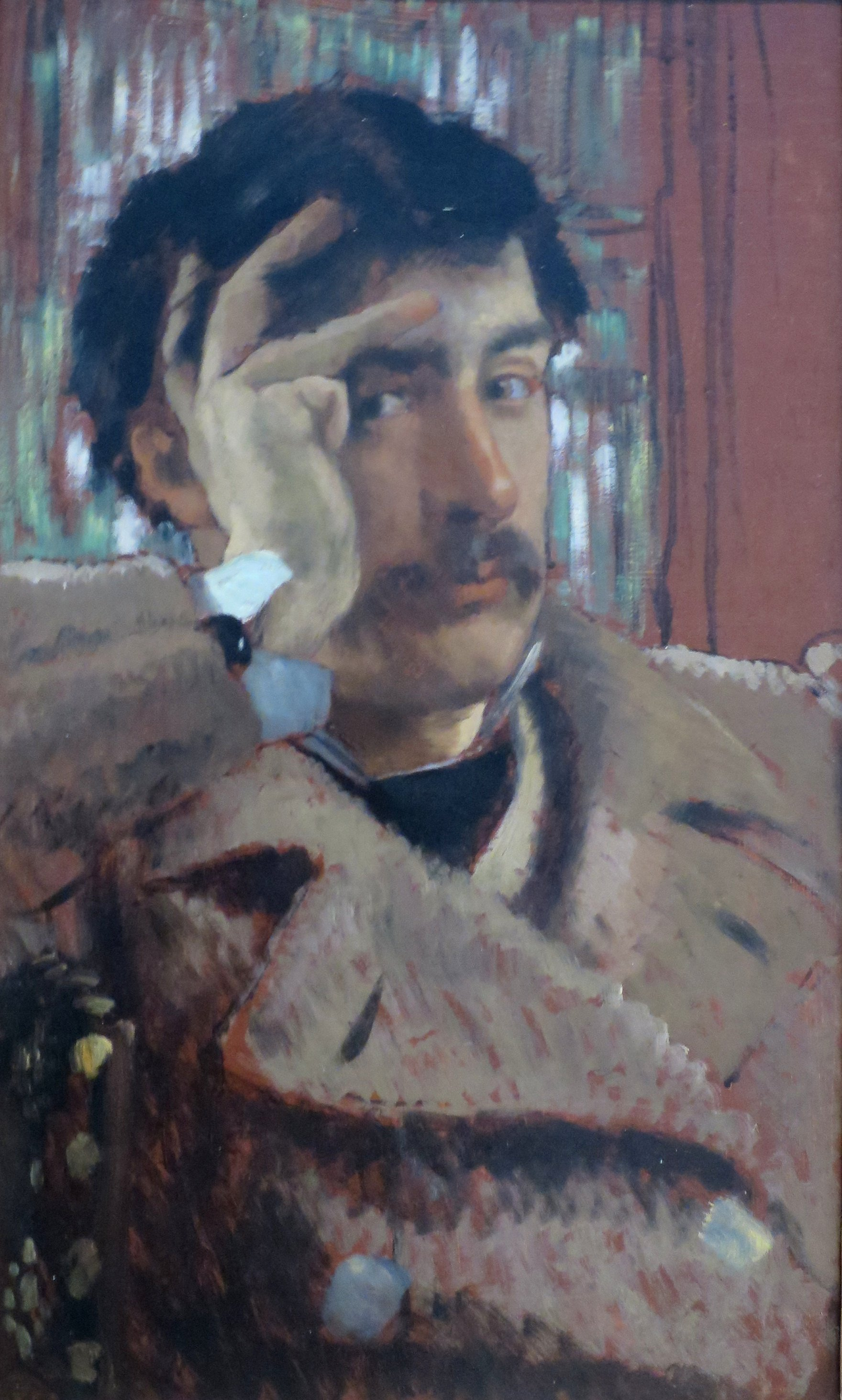
James Tissot, pictor și gravor francez
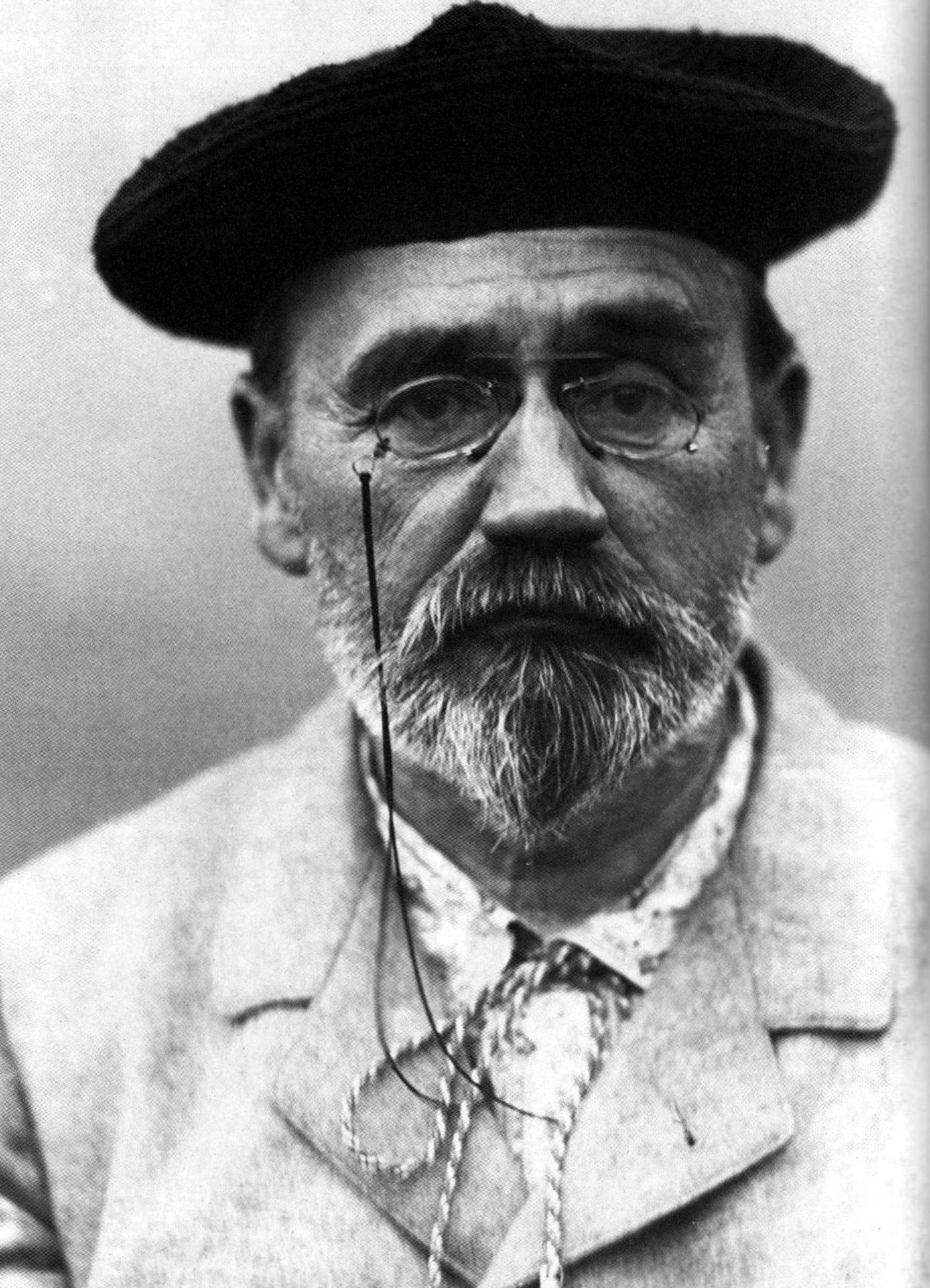
Émile Zola, scriitor francez

- 16 aprilie: Nicolae Kalinderu, 50 ani, medic român (n. 1835)
- 17 aprilie: Francisc, Duce de Cádiz (n. Francisco de Asís de Borbón), 79 ani, rege-consort al Spaniei (n. 1822)
- 19 aprilie: Heinrich al XXII-lea, Prinț Reuss de Greiz, 56 ani (n. 1846)
- 26 aprilie: Lazarus Fuchs, 68 ani, matematician german (n. 1833)
- 6 mai: Bret Harte, 65 ani, scriitor american (n. 1836)
- 22 mai: Prințul Albert de Saxa-Altenburg (n. Albert Heinrich Joseph Carl Viktor Georg Friedrich), 59 ani (n. 1843)
- 11 iunie: Otto Eckmann, 37 ani, pictor și artist grafic german (n. 1865)
- 18 iunie: Samuel Butler, 66 ani, romancier și eseist englez (n. 1835)
- 19 iunie: Albert I, rege al Saxoniei (n. Friedrich August Albrecht Anton Ferdinand Joseph Karl Maria Baptist Nepomuk Wilhelm Xaver Georg Fidelis), 74 ani (n. 1828)
- 10 iulie: Friederike de Schleswig-Holstein-Sonderburg-Glücksburg (n. Friederike Karoline Juliane), 90 ani (n. 1811)
- 8 august: James Tissot (n. Jacques-Joseph Tissot), 65 ani, pictor și gravor francez (n. 1836)
- 24 august: Arhiducesa Margarete Sophie a Austriei (n. Margarete Sophie Marie Annunciata Theresia Caroline Luise Josephe Johanna), 32 ani (n. 1870)
- 5 septembrie: Rudolf Virchow (Rudolf Ludwig Karl Virchow), 80 ani, biolog german (n. 1821)
- 19 septembrie: Marie Henriette de Austria, 66 ani, soția regelui Leopold al II-lea al Belgiei (n. 1836)
- 23 septembrie: John Wesley Powell, 68 ani, geolog și explorator american (n. 1834)
- 28 septembrie: Iosif Ivanovici (n. Jovan Ivanović), 56 ani, dirijor și compozitor român (n. 1845)
- 29 septembrie: Émile Zola (n. Émile Édouard Charles Antoine Zola), 62 ani, scriitor francez (n. 1840)
- 25 octombrie: Frank Norris (n. Benjamin Franklin Norris, jr.), 32 ani, scriitor american (n. 1870)
- 26 noiembrie: Antanas Baranauskas (aka A.B., Bangputys, Jurksztas Smalaūsis, Jurkštas Smalaūsis, and Baronas), 67 ani, poet lituanian (n. 1835)
- 4 decembrie: Ioan Rațiu, 74 ani, avocat și politician român (n. 1828)
- 7 decembrie: Thomas Nast, 62 ani, caricaturist american de etnie germană (n. 1840)
- 22 decembrie: Richard von Krafft-Ebing (n. Richard Fridolin Joseph Freiherr Krafft von Festenberg auf Frohnberg, von Ebing), 62 ani, medic neurolog și psihiatru austriac (n. 1840)

## Premii Nobel
- Fizică: Hendrik Antoon Lorentz, Pieter Zeeman (Țările de Jos)
- Chimie: Hermann Emil Fischer (Germania)
- Medicină: Ronald Ross (Regatul Unit)
- Literatură: Theodor Mommsen (Germania)
- Pace: Élie Ducommun, Albert Gobat (Elveția)